# Дяволът носи Прада
Вижте пояснителната страница за други значения на Дяволът носи Прада.
Дяволът носи Прада (на английски: The Devil Wears Prada) е роман на Лорън Уайзбъргър от 2003 г.

## Сюжет
Внимание:  Текстът по-долу разкрива сюжета на произведението (или части от него)!
„Амбициозна и неотдавна дипломирана студентка на име Андреа Сакс намира първата си работа в модното списание „Рънуей“, в което властва чудовищна жена шеф. Работата се оказва кошмар благодарение на Миранда Пристли, редакторката, чието име всички произнасят със страх и трепет. Андреа попада там, където господстват „Прада“, „Армани“ и „Версаче“, а негови обитатели са невероятно стройни, убийствено стилни жени и красиви мъже. Светът на блясъка и на очарованието за млада Андреа е вгорчен от ужаса на усилието – ежедневно да угодиш на тиранична персона, която знае цената на успеха и настойчиво изисква от другите пълно себеотдаване, много често граничещо с унижение. Въпросите – да продадеш ли душата си заради работа, за която мечтаят мнозина и какви са последствията от компромисите, звучат на фона на събития, които се случват в Ню Йорк – град, който Лорън Уайзбъргър познава и обича. Писателката знае предимствата да си млад и решен да се реализираш в мегаполиса и със страст проследява пътя към „готините, богатите, известните“.“